# Zopa (prénom tibétain)
Zopa aussi écrit Sopa est un nom personnel tibétain (tibétain : བཟོད་པ, Wylie : bzod pa) signifiant « patience », « tolérance » et « endurance » sanskrit : Kshanti : Patience, la 3e paramita. 
Il peut correspondre à :
- Lama Zopa Rinpoché
- Sopa Rinpoché
- Lhundub Sopa